# Ferdinand Vach
Ferdinand Vach (25. února 1860 Jažlovice – 16. února 1939 Brno-Královo Pole) byl český hudební skladatel, pedagog, dirigent, sbormistr, zakladatel Pěveckého sdružení moravských učitelů.

## Život

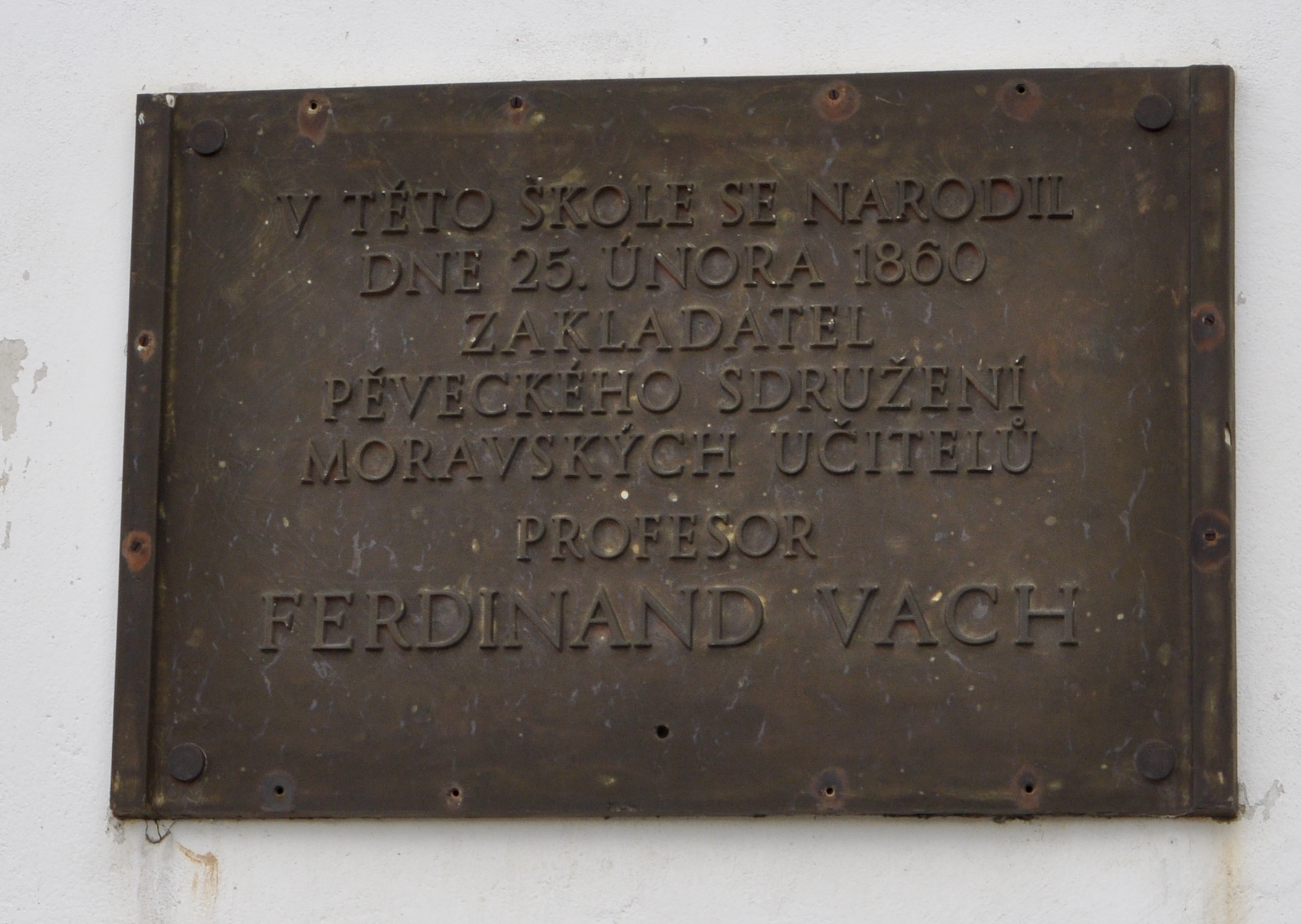
Pamětní deska Ferdinanda Vacha na budově bývalé školy v Jažlovicích

Otec skladatele, Josef Vach (1830-1906), byl typický český kantor. Byl řídícím učitelem na venkovských školách. Hrál na mnoho hudebních nástrojů, byl varhaníkem v kostele, zpíval, řídil chrámový sbor, měl vlastní venkovskou kapelu a vyučoval hudební výchovu na školách. Všechny jeho děti byly hudebně nadané a uplatnily se v hudebním světě. Nejvýznamnější z nich byl syn Ferdinand.
V dětském věku se stal vokalistou-altistou ve Strahovském klášteře a zpíval i v chlapeckém sboru Žofínské akademie. V letech 1873–1876 navštěvoval měšťanskou školu ve Vlašimi a rok studoval na Varhanické škole v Praze. Poté pracoval jako podučitel v Souticích a v Lešanech. Absolvoval Učitelský ústav v Soběslavi a v letech 1880–1882 zastupoval nemocného bratra Josefa ve funkci sbormistra v Bele Crkvi v Banátě.
Po návratu do Čech se mu podařilo dokončit varhanickou školu. Na studia si vydělával jako varhaník a sbormistr v Karlíně, v Besedě dělnické a ve Slavoji. V roce 1885 působil nejaký čas u kočovných divadel a byl i dirigentem brněnského Národního divadla. V roce 1886 se stal ředitelem hudební školy spolku Moravan v Kroměříži a zároveň působil jako sbormistr jeho pěveckého sboru. Kromě toho byl ředitelem kůru v chrámu sv. Mořice a dirigoval orchestr Spolku ochotnických divadel. Se spolkem Moravan provedl velká vokální díla Antonína Dvořáka, ale i díla Smetanova, Blodkova a soudobých skladatelů (Vítězslav Novák, Leoš Janáček). V Kroměříži také začal komponovat zejména chrámové skladby a scénickou hudbu k divadelním představením.
Velký vliv na něj měly koncerty ruského pěveckého sboru Agreněva-Slavjanského a koncerty pařížského odboru Hlaholu. V roce 1903 založil ze svých žáků a učitelů okolních škol pěvecký sbor, který nesl název Učitelský dorost kroměřížského pedagogia a který se stal základem slavného Pěveckého sdružení moravských učitelů. V roce 1905 byl jmenován učitelem na učitelském ústavu v Brně, učil zpěv na brněnské varhanní škole a v roce 1913 byl na varhanní škole jmenován profesorem. S Pěveckým sdružením moravských učitelů vykonal řadu velice úspěšných zájezdů do Paříže, Německa, Švýcarska a dalších zemí. Mimořádné úspěchy sklízel zejména na koncertech v Rusku.
Roku 1912 založil Moravský smíšený sbor učitelek, který působí dodnes a v roce 1956 byl pojmenován po svém zakladateli, Váchův sbor moravských učitelek. Hned v roce 1918 obnovil činnost obou sborů, která byla světovou válkou přerušena. Dirigoval orchestr Besedy brněnské a stal se profesorem sborového zpěvu a řízení sboru na brněnské konzervatoři.
Svou činnost dirigenta PSMU ukončil rozhlasovým koncertem 27. září 1934 a veřejné činnosti se ze zdravotních důvodů vzdal 2. února 1935. Zemřel 16. února 1939 a je pochován na Ústředním hřbitově v Brně.
Od roku 1992 je udělována Cena Ferdinanda Vacha.

## Vyznamenání a pocty

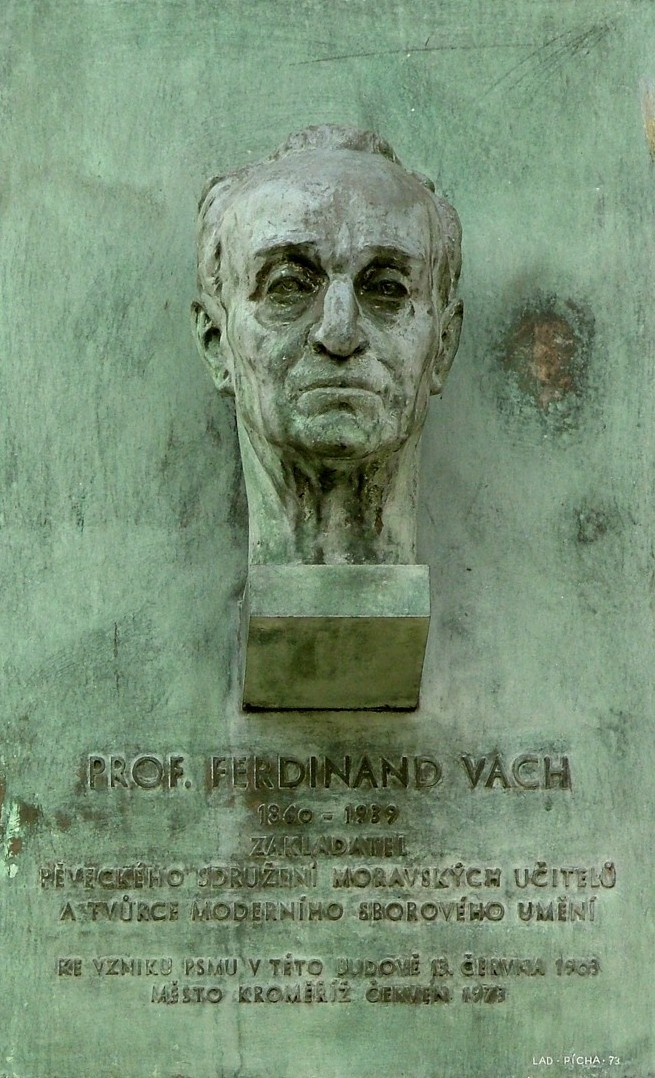
Ferdinand Vach - pamětní deska na kroměřížském gymnáziu.

- Rytířský řád italské koruny (1923)
- Státní cena československá (1927)
- Jihoslovanský řád sv. Sávy (1928)
- Předseda klubu moravský skladatelů (1929)
- Čestné uznání filosofické fakulty university Karlovy (1930)
- Čestný občan města Kroměříž (1930)
- Španělský a portugalský řád Isabely Kastilské (1932)
- Člen České akademie věd a umění (1933)
- Čestný člen Moravanu, Besedy brněnské a obou sborů, které založil.

## Dílo
Jeho skladatelské dílo je poněkud v pozadí za jeho světovými úspěchy sbormistra. Největší ohlas měly jeho sbory a kantáty, které zpravidla sám v premiéře uváděl. Byl autorem teoretických studií o sborovém zpěvu a vychoval řadu vynikajících sbormistrů. Pod jeho vlivem vznikla řada pěveckých sborů z řad učitelů, včetně neméně slavného Pěveckého sdružení pražských učitelů.

### Sbory
- Pěvcovo loučení (smíšený sbor, 1896)
- Vzpomínka (smíšený sbor, 1897)
- Noční hudec (mužský sbor, 1904)
- Sníh na horách (ženský sbor, 1921)
- Nězachoď (mužský sbor, 1926)
- Tichá noc (ženský sbor, 1943)
- Řada dalších sborů na slova českých básníků.
- Sborové úpravy lidových písní.

### Kantáty
- Víla z perníkové chaloupky (1902)
- Komenský (1921)
- Robert Quiscard (1927)

### Opera
- Slzičky (podle Václava Beneše Třebízského, 1888)

### Komorní skladby
- Dva lístky do památníku (klavír, 1891)
- Smyčcový kvartet (1917)
- Klavírní kvartet (1928)
- Dvě balady pro housle a klavír (1931)
- Klavírní trio (1931)
- Lístek do památníku (klavír, 1936)

### Orchestrální skladby
- 1. suita (1927)
- Symfonie D-dur (1927)
- Symfonické variace (1928)
- Bernardův kříž (symfonický obraz, 1929)
- 2. suita na motivy lidových písní moravských (1933)

### Chrámové skladby
- Requiem c-moll (1892)
- Te Deum pro mužské hlasy s průvodem varhan (1896)
- Te Deum laudamus pro smíšený sbor s průvodem varhan (1901)
- Stabat Mater pro mužský sbor a varhany
- Missa ad quatuor voces aequales (1907)
- Mše A-dur pro smíšený sbor s průvodem varhan (1917)
- Missa in honorem scti Joannis Nepomucenri pro smíšený sbor s průvodem varhan

Moteta
- Alleluja ve svátek Nanebevstoupení Páně
- Benedictus sit Deus
- Ave Maria
- Mirabilis Deus pro mužský sbor (1895)
- Sacerdotes eius (pro svátek sv. Cyrilla a Metoděje)
- Zdrávas Maria pro tříhlasý ženský sbor se sopránovým sólem a smyčcový soubor (1907)
- Ze všech věcí pro sopránové sólo, tříhlasý ženský sbor, sólovou violu a varhany (1907)
- Desiderium animae eius pro soprán a tenor s průvodem varhan a lesního rohu (1934)